# Емельянов, Дмитрий Александрович
Дми́трий Алекса́ндрович Емелья́нов (род. 14 мая 1988, Кольчугино) — российский композитор и музыкальный продюсер.

## Биография
Родился 14 мая 1988 года в городе Кольчугино Владимирской области. В 2011 году окончил МИРЭА — Российский технологический университет.
В 2007 году был приглашен в группу Esthetic Education (экс-Океан Эльзы) как сессионный клавишник и гитарист.
В 2008 вместе с Юлией Крюковой основал группу «InWhite», в которой выступал как автор музыки и музыкальный продюсер. Видео на песню «Спокойных снов» набрало более 3 млн.просмотров. Песня «Море» стала заглавным саундтреком к фильму «Мамы». Группа распалась в 2016 году.
В 2012 году начал сотрудничество с Земфирой, участвовал как клавишник, гитарист и музыкальный директор в нескольких её концертных турах. Соавтор нескольких треков, а также музыкальный продюсер альбомов «Жить в твоей голове», «Бордерлайн», «Ах (мини-альбом)» и нескольких синглов. Вместе с Земфирой написал музыку к фильму «Северный ветер».
С 2017 года сотрудничает с группой «Обе две», как автор музыки и музыкальный продюсер. Вместе с Емельяновым группа выпустила два полноформатных альбома («Мне это не подходит» и «Циники») и три мини-альбома («Мальчик», «Радости страсти» и «План побега»). Песня «Я худею» стала главным саундтреком одноименного фильма 2018 году. Песня «Ты мне говоришь пока» вошла в саундтрек к фильму «Джетлаг» 2021.
С 2014 года занимается написанием музыки для фильмов и телесериалов. Закончил более 30 проектов, среди дистрибьюторов которых были компании 20th Century Fox Studios, Walt Disney Studios, Sony Pictures и Warner Bros..
В 2019 году был номинирован на «Профессиональный приз Ассоциации продюсеров кино и телевидения в области телевизионного кино» в категории «Лучшая оригинальная музыка к телевизионному фильму/сериалу» за саундтрек к сериалу «Обычная женщина».
В 2021 году был номинирован на кинопремию «Золотой орел» в категории «Лучшая музыка к фильму» за саундтрек к фильму «Союз спасения».
С 2022 года сотрудничает с Юрием Шевчуком как соавтор и музыкальный продюсер. В 2023 музыканты выпустили совместный альбом «Волки в тире», а также видео на песни «Родина, вернись домой» и «Похороны войны». Песня «Чайковский» возглавила чарты многих российский радиостанций, а музыканты были номинированы на «Российскую национальную музыкальную премию „Виктория“» 2024 в номинации «Рок-группа года».
В 2025 году спродюсировал композицию "Атлантида" в альбоме Noize MC "Не все дома".

## Дискография

### Сольные релизы
- 2019 — «Шторм» (саундтрек)
- 2020 — «Союз спасения» (саундтрек)

### Совместные релизы
- 2023 — «Cactus» (саундтрек, совместно с Земфирой)
- 2023 — «Родина, вернись домой.» (сингл, совместно с Юрием Шевчуком)
- 2023 — «Похороны войны» (сингл, совместно с Юрием Шевчуком)
- 2023 — «Волки в тире» (студийный альбом, совместно с Юрием Шевчуком)
- 2024 — «Любовь Советского Союза» (саундтрек, совместно с Виталием Окороковым)
- 2025 — «Эльвира» (сингл, совместно с Дарьей Чеботаревой)

### Участие в релизах
Земфира
- 2013 — «Жить в твоей голове» — fx, гитара, программирование, микширование
- 2018 — «Джозеф» — клавишные, продакшн
- 2020 — «Крым» — программинг, продакшн
- 2021 — «Бордерлайн» — музыка, клавишные, гитара, бас, акустическая гитара, сведение, программирование, продюсирование
- 2021 — «Северный ветер» — музыка
- 2021 — «Ах» — клавишные, акустическая гитара, гитара, бас, программинг, продакшн
- 2022 — «Мясо» — продюсирование, программирование, сведение
- 2023 — «PODNHA» — сведение вокала

«Обе две»
- 2017 — «Мальчик» — музыка, запись, аранжировка
- 2021 — «Мне это не подходит» — музыка, продюсирование
- 2023 — «Циники» — музыка, продюсирование